# Etsuko
Etsuko (jap. えつこ, エツコ) – żeńskie imię japońskie.

## Możliwa pisownia
Etsuko można zapisać używając wielu różnych znaków kanji i może znaczyć m.in.:
- 悦子, „dziecko radości”[1]
- 英津子

## Znane osoby
- Etsuko Inada (悦子), japońska łyżwiarka figurowa
- Etsuko Inoue (悦子), japońska tenisistka
- Etsuko Kozakura (エツコ), japońska seiyū
- Etsuko Mita (英津子), japońska wrestlerka
- Etsuko Shihomi (悦子), japońska aktorka

## Fikcyjne postacie
- Etsuko (エツコ), postać z mangi i anime Aishiteruze Baby
- Etsuko Kashima (悦子), postać z mangi i anime City Hunter